# MTV Europe Music Awards 2009
Церемонія нагородження MTV Europe Music Awards 2009 відбулася у Берліні, Німеччина, на арені O2 World та біля Бранденбурзьких воріт 5 листопада 2009 року. Вдруге поспіль церемонію нагородження вела Кеті Перрі. MTV Europe Music Awards вчетверте проходила в Німеччині. Номінації на регіональні премії були оголошені 1 вересня 2009 року, а головні нагороди оголошені 21 вересня 2009 року. Піт Вентц був ведучим вебтрансляції MTV Europe Music Awards 2009.
Незважаючи на те, що MTV Europe Music Awards традиційно анонсується як головна музична подія Європи, мало хто з європейських артистів був представлений у ключових номінаціях.
Логотип та рекламна кампанія MTV Europe Music Awards 2009 були розроблені власною компанією MTV World Design Studio у Мілані та Буенос-Айресі за підтримки шведської компанії, що спеціалізується на графічному дизайні Kungen & Hertigen.

## Номінації
Переможців виділено Жирним.

### Найкраща пісня
- Бейонсе — «Halo[en]»
- The Black Eyed Peas — «I Gotta Feeling[en]»
- Девід Гетта (за участі Келлі Роуленд) — «When Love Takes Over[en]»
- Kings of Leon — «Use Somebody[en]»
- Lady Gaga — «Poker Face»

### Найкраще відео
- Бейонсе — «Single Ladies (Put a Ring on It)»
- Eminem — «We Made You[en]»
- Кеті Перрі — «Waking Up in Vegas»
- Шакіра — «She Wolf»
- Брітні Спірс — «Circus»

### Найкраща співачка
- Бейонсе
- Lady Gaga
- Леона Льюїс
- Кеті Перрі
- Шакіра

### Найкращий співак
- Eminem
- Jay-Z
- Міка
- Каньє Вест
- Роббі Вільямс

### Найкращий гурт
- The Black Eyed Peas
- Green Day
- Jonas Brothers
- Kings of Leon
- Tokio Hotel

### Найкращий новий виконавець
- La Roux
- Lady Gaga
- Даніель Мерріветер[en]
- Піксі Лотт[en]
- Тейлор Свіфт

### Найкращий рок-виконавець
- Foo Fighters
- Green Day
- Kings of Leon
- Linkin Park
- U2

### Найкращий альтернативний виконавець
- The Killers
- Muse
- Paramore
- Placebo
- The Prodigy

### Найкращий урбан-виконавець[en]
- Ciara
- Eminem
- Jay-Z
- T.I.
- Каньє Вест

### Найкращий концертний виконавець
- Бейонсе
- Green Day
- Kings of Leon
- Lady Gaga
- U2

### Найкращий концертний виконавець проєкту «Worldstage»[en]
- Coldplay
- Кід Рок
- Kings of Leon
- Lady Gaga
- Linkin Park

### Найкращий Push-виконавець
- Hockey[en]
- Ke$ha
- Little Boots
- Даніель Мерріветер[en]
- Metro Station[en]
- Піксі Лотт[en]
- The Veronicas
- White Lies

### Найкращий європейський виконавець[en]
- Діма Білан
- Deep Insight[en]
- Дода (Runner-up)
- Lost[en]
- maNga

### Free Your Mind[en]
- Михайло Горбачов[5]

## Регіональні номінації
Переможців виділено Жирним.

### Найкращий адріатичний виконавець[en]
- Darkwood Dub[en]
- Dubioza kolektiv
- Elvis Jackson
- Lollobrigida Girls[en]
- Superhiks[en]

### Найкращий арабський виконавець[en]
- Рашид Аль-Маджед[en]
- Джо Ашкар
- Дарін Гадчіті
- Амр Мостафа[en]
- Рамі Сабрі

### Найкращий балтійський виконавець[en]
- Chungin & the Cats of Destiny
- DJ Ella
- Flamingo
- Leon Somov & Jazzu[en]
- Popidiot

### Найкращий данський виконавець[en]
- Dúné[en]
- Jooks
- L.O.C.[en]
- Медіна
- Outlandish[en]

### Найкращий голландський-бельгійський виконавець
- The Black Box Revelation[en]
- Ален Кларк[en]
- Есме Дентерс[en]
- Федде ле Гранд
- Milow[en]

### Найкращий фінський виконавець[en]
- Apulanta
- Cheek
- Deep Insight[en]
- Disco Ensemble[en]
- Happoradio[en]

### Найкращий французький виконавець[en]
- Девід Гетта
- Орелсан[en]
- Rohff[en]
- Олівія Руїс[en]
- Слімі[en]

### Найкращий німецький виконавець[en]
- Ян Делей[en]
- Пітер Фокс[en]
- Silbermond[en]
- Söhne Mannheims[en]
- Sportfreunde Stiller[en]

### Найкращий грецький виконавець[en]
- Monika
- Matisse[en]
- Onirama
- Єлена Папарізу
- Professional Sinnerz

### Найкращий угорський виконавець[en]
- Esclin Syndo
- The Idoru[en]
- The Kolin[en]
- The Moog[en]
- Žagar[en]

### Найкращий ізраїльський виконавець[en]
- Ассаф Амдурський [en]
- Асаф Авідан & the Mojos
- Infected Mushroom
- Нінетт Тайєб
- Terry Poison[en]

### Найкращий італійський виконавець[en]
- Джузі Феррері[en]
- Тіціано Ферро
- J-Ax
- Lost[en]
- Zero Assoluto[en]

### Найкращий норвезький виконавець[en]
- Donkeyboy[en]
- Марія Мена[en]
- Paperboys[en]
- Röyksopp
- Yoga Fire

### Найкращий польський виконавець[en]
- Afromental
- Анна Домбровська
- Дода
- Ева Фарна
- Jamal

### Найкращий португальський виконавець[en]
- Buraka Som Sistema[en]
- Девід Фонсека[en]
- Os Pontos Negros
- X-Wife[pt]
- Xutos e Pontapés[en]

### Найкращий румунський виконавець[en]
- Девід Діджай[en] (за участі Dony)
- Inna
- Puya (за участі George Hora)
- Smiley
- Том Боксер (за участі Jay)

### Найкращий російський виконавець
- Діма Білан
- Centr
- Kasta
- Сергій Лазарев
- Тіматі

### Найкращий іспанський виконавець[en]
- Fangoria[en]
- Macaco[en]
- Nena Daconte[en]
- Russian Red[en]
- We Are Standard

### Найкращий шведський виконавець[en]
- Агнес
- Дарін
- Адіам Дімотт[en]
- Mando Diao[en]
- Promoe[en]

### Найкращий швейцарський виконавець[en]
- Lovebugs[en]
- Phenomden
- Ritschi
- Seven
- Stress

### Найкращий турецький виконавець[en]
- Бедук[en]
- Атіє Деніз[en]
- Кенан Догулу[en]
- Ніл Караїбрагімгіль[en]
- maNga

### Найкращий новий британський-ірландський виконавець
- Florence and the Machine
- La Roux
- Піксі Лотт[en]
- The Saturdays
- Тінчі Страйдер[en]

### Найкращий український виконавець
- Антитіла
- Друга Ріка
- Green Grey
- Kamon!!!
- Lama

## Виступи
- Green Day — «Know Your Enemy[en]» / «Minority[en]»
- Кеті Перрі — «I Gotta Feeling[en]» / «When Love Takes Over[en]» / «Use Somebody[en]» / «Halo[en]» / «Poker Face»
- Бейонсе — «Sweet Dreams[en]»
- Jay-Z та Бріджет Келлі[en] — «Empire State of Mind»
- Foo Fighters — «Wheels[en]» / «All My Life[en]»
- Майк Інгем[en] — «The Way It Is»
- U2 — «One» / «Magnificent[en]»
- Шакіра — «Did It Again»
- Tokio Hotel — «World Behind My Wall[en]»
- Леона Льюїс — «Happy»
- U2 та Jay-Z — «Sunday Bloody Sunday»

## Учасники шоу
- Піт Вентц та Бар Рафаелі — оголошення переможця у номінації Найкращий концертний виконавець
- Джосс Стоун та Володимир Кличко — оголошення переможця у номінації Найкращий урбан-виконавець[en]
- Девід Гассельгофф — оголошення переможця у номінації Найкращий рок-виконавець
- Алан Ґрін[en] та Майк Інгем[en] — оголошення переможця у номінації Найкраща пісня
- Джульєтт Льюїс та Gillian Deegan — оголошення переможця у номінації Найкращий альтернативний виконавець
- Lil’ Kim — оголошення переможця у номінації Найкращий новий виконавець
- Жан Рено — оголошення переможця у номінації Найкращий співак
- Jonas Brothers — оголошення виступу-триб'юту Майкла Джексона
- Джоко Вінтершайдт та Маттіас Швайгхьофер — оголошення переможця у номінації Найкращий німецький виконавець[en]
- Backstreet Boys — оголошення переможця у номінації Найкращий європейський виконавець[en]
- Джессі Меткалф — оголошення переможця у номінації Найкращий гурт
- Девід Гетта та Азія Ардженто — оголошення переможця у номінації Найкраща співачка
- Міранда Косгроув та Броді Дженнер[en] — оголошення переможця у номінації Найкраще відео